# Brian Kendrick
Pour les articles homonymes, voir Kendrick.
Brian David Kendrick (né le 29 mai 1979 à Fairfax en Virginie) plus connu sous le nom de Brian Kendrick est un catcheur (lutteur professionnel) semi-retraité américain. Il est également mannequin et cascadeur. Il est connu pour son travail à la World Wrestling Entertainment.
Il est principalement connu pour avoir travaillé à la World Wrestling Entertainment où il a détenu avec Paul London les championnats par équipe de la WWE et les championnats mondiaux par équipes.

## Carrière

### Débuts (1999-2001)
Il fait ses débuts dans le monde du catch en été 1999 à la Texas Wrestling Alliance (TWA), la fédération de catch de Shawn Michaels où il a notamment eu ce dernier comme entraîneur. Il se fait alors appelé Spanky. Il utilise alors le nom de ring de Spanky et remporte son premier titre en devenant champion Télévision de la TWA le 9 novembre 1999 et perd ce titre le 11 janvier 2000.

### World Wrestling Entertainment (2002–2004)
Le 13 janvier 2004, il quitte la WWE pour retourner à la Pro Wrestling Zero1 en tant que Leonardo Spanky.

### Retour à la World Wrestling Entertainment (2005-2009)

#### Équipe avec Paul London (2005–2008)

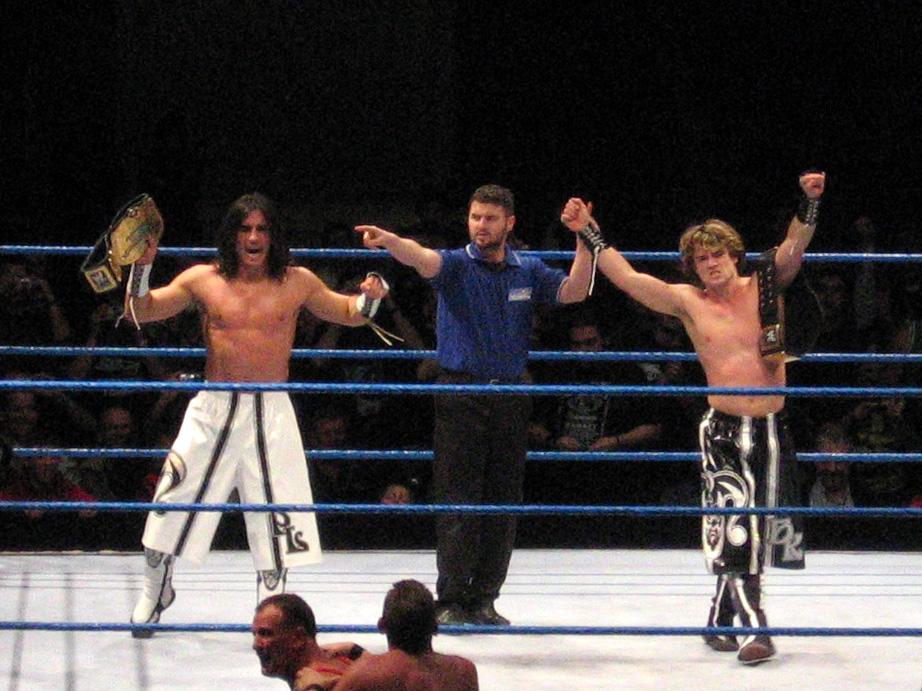
Paul London et Brian Kendrick, 2006.

En août 2005, Brian Kendrick fait son retour à la WWE lors d'un match pour le titre du WWE Cruiserweight Championship.
Il reforme l'équipe avec Paul London le 30 septembre lors d'une édition de WWE Velocity. Ils entrent alors en rivalité avec MNM (Joey Mercury et Johnny Nitro).
Le 21 mai 2006, à Judgment Day, il gagne les WWE Tag Team Championships avec Paul London en battant MNM,.
Lors du Great American Bash 2006, Paul London et Brian Kendrick défont Jamie Noble et Kid Kash pour conserver les WWE Tag Team Championships.
Le 8 octobre 2006 durant No Mercy, Paul London et Brian Kendrick battent K.C. James et Idol Stevens afin de garder les WWE Tag Team Championships.
Lors d'Armageddon 2006, London et Kendrick gardent leurs ceintures dans un Ladder match incluant les Hardy Boyz, MNM ainsi que William Regal & Dave Taylor.
À No Way Out 2007 le 18 février, Brian Kendrick et Paul London conservent leurs ceintures en battant Deuce 'N Domino.
Le 1er avril 2007, à WrestleMania 23, Brian Kendrick participe dans un Lumberjack match en Tag team entre Ric Flair et Carlito contre Gregory Helms et Chavo Guerrero en Dark match.
Le 20 avril 2007, ils perdent leurs titres face à Deuce et Domino.
Le 17 juin 2007, Brian Kendrick et Paul London sont draftés à RAW.
Le 26 août, à SummerSlam (2007), Brian Kendrick et Paul London sont défaits par Lance Cade et Trevor Murdoch qui conservent leurs ceintures en Dark match.
Le 5 septembre, lors d'un House Show en Afrique du Sud, Paul London et Brian Kendrick gagnent les WWE World Tag Team Championships après avoir battu Lance Cade et Trevor Murdoch. Trois jours plus tard, Lance Cade et Trevor Murdoch récupèrent leurs titres au cours d'un match revanche.
À Unforgiven 2007 le 16 septembre, Kendick et London perdent de nouveau contre Cade et Mrdoch et ne remportent pas les WWE World Tag Team Championships.
Lors de No Mercy 2007, le 7 octobre, Mr Kennedy, Lance Cade et Trevor Murdoch défont Jeff Hardy, London et Kendrick.
Le 30 mars 2008, il participe à la 24-Man Battle Royal lors de WrestleMania XXIV mais perd au profit de Kane.

#### The Brian Kendrick (2008-2009)

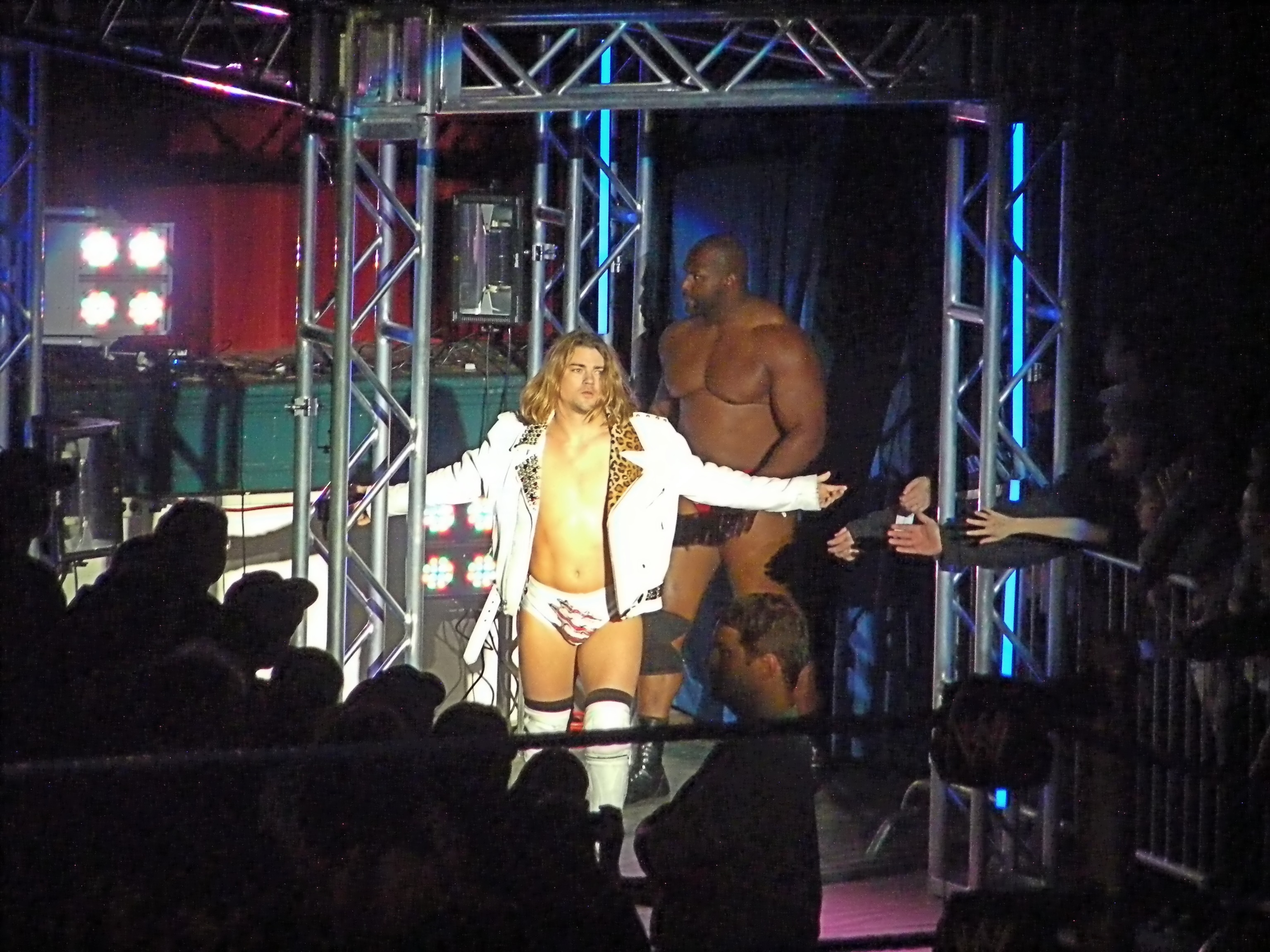
Brian Kendrick et Ezekiel Jackson, 2009.

Le 25 juin, Brian Kendrick se fait drafter à Smackdown lors du Draft supplémentaire. Il arbore une nouvelle gimmick et effectue un Heel turn. Il est dorénavant accompagné par Ezekiel Jackson et se fait appeler The Brian Kendrick.
Le 22 août à Smackdown, il remporte une Battle Royal et décroche une place à Unforgiven 2008 pour le WWE Championship dans un Scramble Match où il affronte MVP, Jeff Hardy, Shelton Benjamin et le WWE Champion Triple H, qui conservera sa ceinture.
Le 25 janvier, lors du Royal Rumble 2009, The Brian Kendrick participe au 30-Man Royal Rumble Match. Il entre le 26e, élimine Kofi Kingston avant d'être éliminé par Triple H.
Il catchera dans son tout dernier match à la WWE contre Kofi Kingston.
La WWE a mis fin à son contrat le 31 juillet 2009.

### Fédérations indépendantes (2009)
Brian Kendrick a signé le 6 août 2009 un contrat avec la Dragon Gate USA, mais rejoint finalement dès le 28 la Pro Wrestling Guerrilla.

### Total Nonstop Action Wrestling (2010-2012)

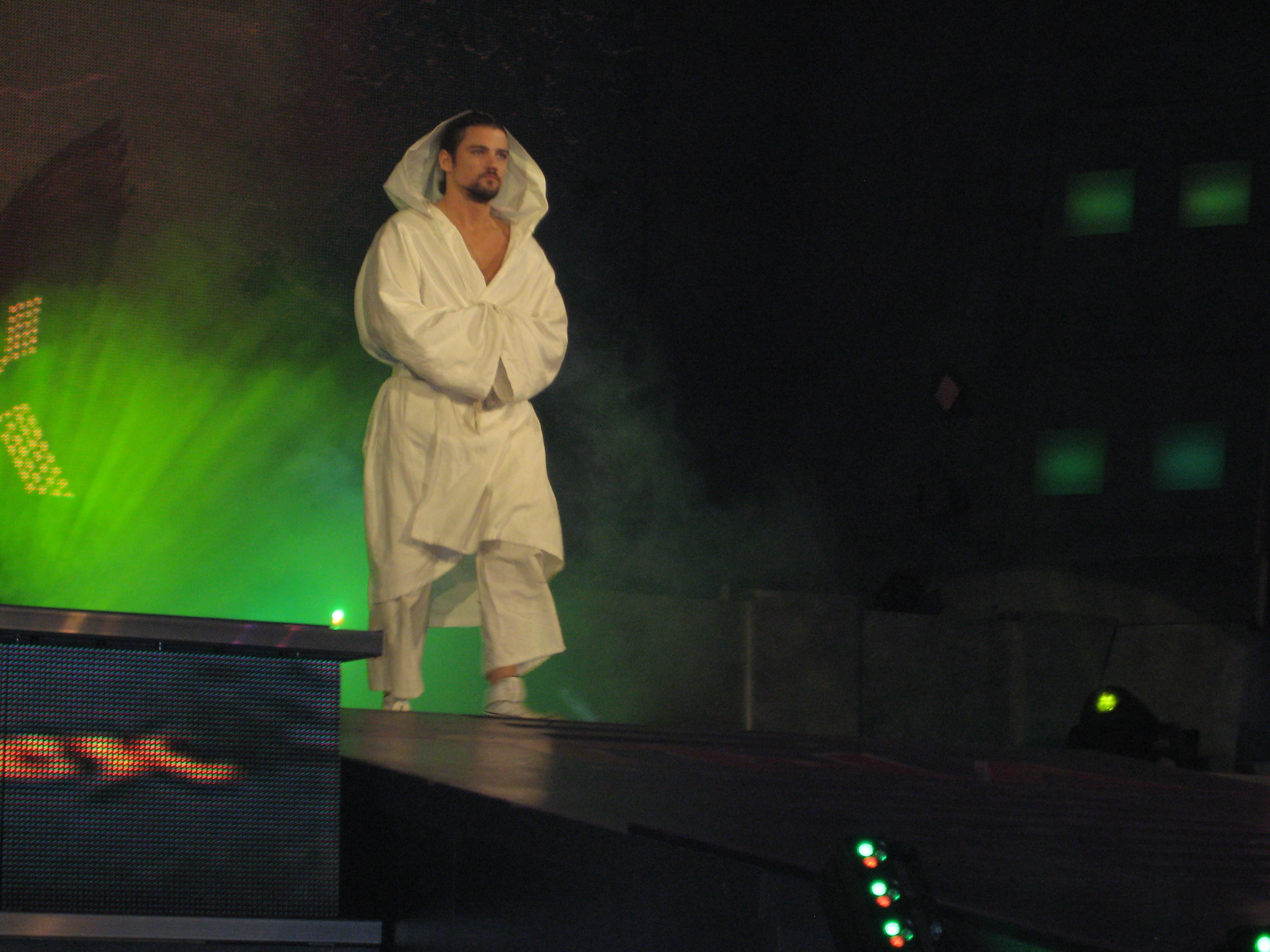
Brian Kendrik lors d'Impact! dans sa nouvelle gimmck

Brian Kendrick fait ses débuts à la TNA lors de Genesis 2010 en tentant vainement de remporter le TNA X Division Championship face à Amazing Red.
À Destination X, il combattit Amazing Red, Kazarian et Daniels dans un Four Way Match qui devait déterminer l'aspirant numéro 1 au titre TNA X Division Championship Kazarian remporta le match.
Il effectua un face turn en se retournant contre Douglas Williams. On lui offrit un Title Shot pour le TNA X Division Championship, match qui se déroula lors de Slammiversary VIII contre Douglas Williams le 13 juin 2010, mais il perdit le match.
À Victory Road, il perd face à Doug Williams et ne remporte pas le titre de la X Division. 
Lors de Lockdown, il perd contre Max Buck dans un X Division Xscape Match qui comprenait aussi Jeremy Buck, Chris Sabin, Suicide, Jay Lethal et Amazing Red et ne devient pas challenger no 1 au TNA X Division Championship.
Lors de Sacrifice, il bat Robbie E.
Lors de Slammiversary IX, il perd un match contre Abyss qui comprenait aussi Kazarian et ne remporte pas le TNA X-Division Championship. 
Le 10 juillet 2011, à Destination X, il bat Abyss et remporte le TNA X Division Championship. Lors de Hardcore Justice (2011) il conserve sa ceinture de la X Division en faisant le tombé sur Alex Shelley après un Sliced Bread #2 sur lui Austin Aries qui faisait partie du match aussi. Lors de No Surrender (2011), il perd son titre contre Austin Aries. 
Lors de Bound for Glory (2011), il perd contre Austin Aries par tombé après un Brainbuster.
En février 2012, il est libéré de son contrat.

### New Japan Pro Wrestling (2011-2014)
Lors de Dominion 6.18, Kendrick fait ses débuts pour la New Japan Pro Wrestling, faisant équipe avec Gedo et Jado dans un six man tag team match, où il bat Jushin Thunder Liger, Kushida et Tiger Mask IV.

### Family Wrestling Entertainment (2012-2014)
Lors de FWE X, il perd contre Tommy Dreamer dans un Elimination Match qui comprenait aussi Carlito et Jay Lethal et ne remporte pas le FWE Heavyweight Championship. Lors du pré-show de No Limits 2013, il perd contre Paul London et ne devient pas challenger no 1 au FWE Tri-Borough Championship.

### Dragon Gate USA (2013)
Lors de REVOLT! 2013, il bat B-Boy, Brian Cage, Drake Younger, Famous B, Johnny Goodtime, Johnny Yuma et Ray Rosas dans un Fray Match. Lors de Heat 2013, il perd contre Johnny Gargano et ne remporte pas l'Open The Freedom Gate Championship. Lors de Open The Ultimate Gate 2013, il perd contre Rich Swann. Lors de Mercury Rising 2013, il bat Chuck Taylor.

### Combat Zone Wrestling (2013)
Lors de WrestleCon, il perd contre Sami Callihan.

### Retour à la World Wrestling Entertainment (2015-2021)

#### WWE NXT, WWE Cruiserweight Championship, 205 Live et départ (2015-2021)
Il fait son retour le 25 février à NXT en perdant contre Finn Bálor. Kendrick entraîne et forme ensuite des rookies à NXT tels que Eva Marie (qui reprend par ailleurs sa prise de finition, le Shiranui).
À Hell In A Cell, il remporte le Cruiserweight Championship face à TJ Perkins. Au Survivor Series, il conserve son titre face à Kalisto. Il perd son titre lors du WWE 205 Live du 29 novembre 2016 face à Rich Swann.
Lors de TLC 2017, Kendrick et Jack Gallagher perdent contre Rich Swann et Cedric Alexander.
Il lutte par la suite à 205 Live.
Il devient ensuite producteur pour SmackDown et NXT.
Le 2 février 2022, il obtient sa libération de contrat.

## Palmarès
- Dramatic Dream Team
  - 1 fois Ironman Heavymetalweight Championship[34]

- Full Impact Pro
  - 1 fois FIP Tag Team Champion (avec Sal Rinauro)[35]
  - Florida Rumble (2004) [36]

- Insane Championship Wrestling
  - 1 fois ICW Tag Team Champion avec Paul London[37]
- Los Angeles Wrestling
  - 1 fois LAW Heavyweight Champion

- Memphis Championship Wrestling
  - 3 fois MCW Southern Light Heavyweight Champion [38]
  - 1 fois MCW Southern Tag Team Championship avec American Dragon[39]

- Pro Wrestling Zero–One / Pro Wrestling Zero1–Max
  - 2 fois NWA International Lightweight Tag Team Championship avec Low Ki (1) et Kaz Hayashi (1)[40]
  - 1 fois NWA/UPW/Zero1 International Junior Heavyweight Champion (premier champion) [41]
  - 1 fois Zero1-Maw United States Openweight Champion[42]
- Santino Bros. Wrestling
  - 1 fois SBW Champion

- Steeltown Pro Wrestling
  - 1 fois SPW Provincial Champion

- Texas Wrestling Alliance
  - 1 fois champion Télévision de la TWA[3]
  - 1 fois TWA Tag Team Championship avec American Dragon

- Total Nonstop Action Wrestling
  - 1 fois TNA X Division Champion

- World Wrestling Entertainment
  - 1 fois WWE Cruiserweight Champion (30 octobre 2016 - 29 novembre 2016)
  - 1 fois WWE Tag Team Champion avec Paul London[6],[7] (21 mai 2006 - 17 avril 2007)
  - 1 fois WWE World Tag Team Champion avec Paul London[15] (5 septembre 2007 - 8 septembre 2007)

## Récompenses des magazines
- Pro Wrestling Illustrated

| Année | 2001 | 2002 | 2003 | 2004 | 2005 | 2006 | 2007 | 2008 | 2009 | 2010 | 2011 | 2012 | 2013 | 2014 | 2015 | 2016 | 2017 | 2018 | 2019 |
| ----- | ---- | ---- | ---- | ---- | ---- | ---- | ---- | ---- | ---- | ---- | ---- | ---- | ---- | ---- | ---- | ---- | ---- | ---- | ---- |
| Rang  | 208  | 171  | 43   | 83   | 81   | 148  | 98   | 111  | 62   | 129  | 107  | 212  | 214  | 264  | 248  | 168  | 64   | 164  | 272  |

## Médias
Best of Spanky – Danger! Danger! (DVD) Ring of Honor

## Vie privée
- Il est marié depuis 2008 à l'ancienne participante de Tough Enough ,Taylor Matheny , qui était sa petite amie depuis le début de sa carrière.
- Il est le cousin du catcheur John "Bradshaw" Layfield.